# Sriednij Uruch
Sriednij Uruch (ros. Средний Урух) – wieś w Rosji, w Osetii Północnej, w rejonie irafskim. W 2010 liczyła 471 mieszkańców.